# Cladocarpus obliquus
Cladocarpus obliquus is een hydroïdpoliep uit de familie Aglaopheniidae. De poliep komt uit het geslacht Cladocarpus. Cladocarpus obliquus werd in 1900 voor het eerst wetenschappelijk beschreven door Nutting. 